# Granopothyne
Granopothyne är ett släkte av skalbaggar. Granopothyne ingår i familjen långhorningar.
Kladogram enligt Catalogue of Life:
| Granopothyne | \| \| Granopothyne granifrons \| \| \| \| \| \| Granopothyne mindanaonis \| \| \| \| \| \| Granopothyne palawana \| \| \| \| |
|              | \| \| Granopothyne granifrons \| \| \| \| \| \| Granopothyne mindanaonis \| \| \| \| \| \| Granopothyne palawana \| \| \| \| |
|              | Granopothyne granifrons |
|              | |
|              | Granopothyne mindanaonis |
|              | |
|              | Granopothyne palawana |
|              | |